# Slovani
| Kašubski Doljne lužiško-srbski Gornje lužiško-srbski Poljski Češki Slovaški Slovenski Hrvaški | 000 | Bošnjaški Srbski Makedonski Bolgarski Beloruski Ukrajinski Rusinski Ruski |

Izraz Slovani (zgodovinsko Slavi, Slavoni, tudi Sloveni) označuje etnično in jezikovno skupino ljudi, ki govorijo skupino jezikov, ki jim rečemo slovanski jeziki (podskupina indoevropskih jezikov).
Zgodovina Slovanov pred šestim stoletjem ni jasna, saj so bili šele takrat zagotovo omenjeni v bizantinskih zapisih.
Izvor Slovanov sicer ostaja stvar debate, vendar pa po arheoloških dokazih vemo, da so proto-slovanska ljudstva že okoli 1500 pred našim štetjem poseljevala območje od približno zahodne Poljske do doline reke Dneper v Belorusiji.
Kljub vsemu pa Slovani verjetno niso imeli specifičnega izvornega središča lastne kulture, ampak so bili ljudstvo, ki je živelo na širokem območju in si je kulturo delilo z ostalimi prebivalci.

## Ime
Izraz Slavi se je v zgodovini pojavil relativno pozno, vendar je predhodnik vseh ostalih izrazov. Splošno mnenje je, da je nastal v šestem stoletju našega štetja. Že pred tem je sicer Aleksandrijec Ptolemaj (cca 100-178) v svojem delu "Geographike hyphegesis" omenil pleme Stavanoi, ki naj bi živelo v evropski Sarmatiji med litvanskimi plemeni Galindae in Sudeni ter plemenom Alani. Omeni tudi drugo pleme, Suobenoi, katere pripiše azijski Sarmatiji. Po Šafariku ti dve besedi opisujeta isto ljudstvo. Ptolemaj je svoje informacije dobil iz dveh virov, vendar je bila ortografija kopij, ki jih je imel, slaba in zaradi tega je najbrž verjel, da obstajata dve plemeni, katerim je bilo potrebno pripisati lastne lokalitete.
Slovanska kombinacija konsonantov sl je postala v grški ortografiji verjetno stl, sthl ali skl. Ta teorija je bila sprejeta pred časom Šafarika, podprli so jo izobraženci Lomonosov, Schlözer, Tatistcheff ter J. Thunmann, ki je leta 1774 izdal dizertacijo na to temo (prvi 1679 Hartknoch).
Razen Ptolemaja Slavov ni omenil nihče do šestega stoletja. Naslednjič so omenjeni v delih Nazianzuma, ki so se pojavila na začetku šestega stoletja (Jordanis, Procopius).
Zgodovinarji nam tako predstavijo Slovene (sing. Slovenin) katerih država je Slovensko, katerih jezik je slovensk jazyk in katerih prebivalci so slovensk narod. Grki so jih poimenovali Soubenoi, vendar so pisci iz šestega stoletja uporabili sledeče izraze: Sklabenoi, Sklauenoi, Sklabinoi, Sklauinoi. Romani so uporabili izraze: Sclaueni, Sclauini, Sclauenia, Sclauinia. Kasnejši avtorji uporabljajo izraze Sthlabenoi, Sthlabinoi, medtem ko so Rimljani pisali: Sthlaueni, Sthlauini. V Življenju Sv. Klementina se pojavi izraz Sthlabenoi. Kasnejši pisci uporabljajo izraze kot so Esklabinoi, Asklabinoi, Sklabinioi, Sklauenioi, s pridevniki, kot so sclaviniscus, sclavaniscus, sclavinicus, sclauanicus. V istem času se pojavijo tudi krajšave, kot so sklaboi, sthlaboi, sclavi, schlavi, sclavania, kasneje tudi slavi. Poleg tega se izraz pojavi tudi v razdrobljenih oblikah: Sclauani, Sclauones (Sklabonoi, Esthlabesianoi, Ehlabogeneis). Armenski Moises Kornski je poznal izraz Sklavajin, kronik Mihael Sirski je uporabil izraz Sglau ali Sglou, Arabci so posvojili izraz Sclav, vendar je zaradi za njih težke izgovorjave le-ta postal Saklab, Sakalib, kasneje tudi Slavije, Slavijun. Anonimni perzijski geograf desetega stoletja je uporabil izraz Seljabe.

#### Izvor imena
Glede izvora imena je bilo predlaganih veliko teorij, ki so bile večinoma odvisne od tega, ali so za raziskovalno osnovo vzeli krajšo ali daljšo obliko imena ter ali so v prvem zlogu vzeli samoglasnik o ali a. Od trinajstega stoletja do Safarika je bila za izvirno vedno tretirana krajša oblika Slav, katere pomen izhaja iz besede Slava (slava, slavnost, ponos) in se je že v štirinajstem stoletju in kasneje besedo Slav pisalo v obliki Slovenin, s prvim zlogom o. Ta oblika je začela odražati pomen besede Slovo (beseda, govor) za opis Slavov, ki tako postanejo "govoreči", verbosi, veraces, homoglottoi.
Obstaja več razlogov, da so slovanski filologi izpeljali besedo Slav iz slovo (beseda). Konec en ali an oblike Slovenin kaže na izvor iz topografske designacije. Dobrowsky je to interpretiral tako, da je skušal izumiti topografsko ime Slovi, ki bi tako izviralo iz besede slovo. Tudi Safarik ji je dal tudi geografsko interpretacijo. Vseeno pa ni sprejel povsem izmišljene lokaliteto Slovy, ampak je povezal besedo Slovenin z litvansko Salaba ter letijsko Sala, od koder izvira poljska zulawa, ki pomeni otok, suho točko v močvirnatem območju. Po tej interpretaciji bi lahko beseda slav pomenila prebivalce otoka ali pa močvirnatega sveta. Nemški šolar Grimm je enačil identiteto Slavov z Suevi in je izvor besede povezal z sloba, svoba (svoboda). Možna razlaga je tudi, da beseda Slavi izvira iz »besede«, to je podprto z dejstvom, da je Slavsko ime za Nemce Nemci (»nemi ljudje«).

#### Vpliv suženjstva
Med dolgim obdobjem vojne med Germani in Slovani, ki je trajala do desetega stoletja, so južni in jugovzhodni Slovani Germane opremili z velikim številom sužnjev. Beneška in ostala italijanska mesta na obali so vzela in preprodala nešteto slovanskih ujetnikov z druge strani jadranskega morja. Slovani so tako velikokrat prisostvovali ugrabitvam svojih bratov v suženjstvo. Še posebej razvpiti zaradi svoje trgovine s sužnji so bili Naretanci, piratsko slovansko pleme, ki je živelo na območju današnje južne Dalmacije. Vzhodnoslovanski princi so izvažali velike količine sužnjev iz njihove države. Rezultat tega je bil, da se je dalo sužnjem vzhodne Evrope ime slave (angl. suženj).

#### Vprašanje točnega pomena
Še vedno ostaja odprto vprašanje, ali se izraz Slovani nanaša na vsa slovanska plemena ali le na nekatera izmed njih. Referenca, ki jo je uporabil Ptolemaj, kaže, da je beseda pomenila eno samo pleme. Ptolemaj je tako oklical Slovane kot celoto z besedo Venedai in je rekel, da so "najmogočnejše ljudstvo" (megiston ethnos). Bizantinci iz šestega stoletja so razmišljali le o južnih Slavih in zato tudi o Rusih, ki so živeli na mejah vzhodnega cesarstva. Pri njih je izraz Slav pomenil le južne Slave; tako so Rusom rekli Antae in na ta način razlikovali med tema dvema plemenoma. Na enem mestu (Get. 34,35) Jordanis razdeli vse Slave na tri velike skupine: Veneti, Slavi, ter Antae, kar ustreza današnji razdelitvi zahodnih, južnih ter vzhodnih slovanov, v neki drugi pasaži pa označi vzhodne Slave kot Veneti (verjetno je našel izraz Veneti pri starih piscih in se je osebno nagibal bolj k imenom Slavi ter Antae, kar je najbrž vzrok za prej omenjeno trojiško razdelitev).
V vsakem primeru zgodovinarske avtoritete sedmega stoletja rečejo tako južnim kot zahodnim slovanom, ki so pripadali Samotovemu kraljestvu, enostavno Slavi.
Kralj Samo je tako označen kot "vladar Slavov", njegovi ljudje pa kot "Slavi, poimenovani Vindi" (Sclavi cognomento Winadi). V osmem in devetem stoletju so Čehi in Slavi Elbe načeloma imenovani Slavi, ampak tudi Weni, kot pišejo nemški in rimski kroniki. Na enak način dajeta Ciril in Metod ime Slavi vsem Slovanom, ne glede na razlikovanje juga (veji, kateri sta pripadala tako Ciril kot Metod) in severa.
Kar se tiče severne in južne razdelitve, Jordanis tolmači, da je na začetku ere migracija Gotov povzročila vojno z narodom Slavov; ta narod naj bi živel v današnji južni Rusiji.
Najzgodnejša Zgodovina minulih let, ki se zmotno pripisuje menihu Nestorju, vedno pravi Slovanom kot celota Slavi. Ko začne razlagati zgodovino Rusov, jih nikoli ne označi kot Slave, vendar vseeno velikokrat razlaga o Slavih Severne Rusije, o Novgoroških Slavih. Izraza Rusi in Rusija nimajo povezave s sodobnimi Rusi in Rusijo, ampak označujeta prednike vzhodnih Slovanov. Tista plemena, ki so se že precej vključila v Kijevsko Rusijo, so tako imenovana enostavno ruska plemena, medtem ko so Slovani severne Rusije, ki so obdržali določeno neodvisnost, označeni pod splošnim izrazom Slavi. Posledično je mnenje, ki ga zagovarja Miklošič, torej mnenje, da je ime Slav sprva pripadalo le enemu slavskemu plemenu neutemeljeno, čeprav so ga podpirali tudi drugi akademiki, kot so Krek, Potkanski, Čermak in Pasternek.

#### Uporaba imena v zgodovini
Vsaj od šestega stoletja dalje je postala beseda Slavi splošna designacija vseh slovanskih plemen. Kadarkoli se je slovansko pleme vzdvignilo na položaj večje politične pomembnosti in ustvarilo lastno kraljestvo, se je ime plemena prebilo v ospredje, uporaba besede Slav pa je zamrla. Kjer pa so slovani ostali brez politične moči in padli pod oblast tujih vladarjev, so ostali znani pod imenom Slavi (kasneje Slovani, podobno tudi v SFRJ). Med uspešnejšimi plemeni, ki so pod svojo vladavino potegnili celotno območje in ga poimenovali po sebi, so bili stari Rusi, Poljaki, Čehi, Hrvati ter Turanijsko pleme Bulgarov. Staro splošnejše ime je tako ostalo ohranjeno do današnjih časov le pri Slovencih, Slovakih ter Slovincih Prusije ob severnem morju. Do nedavnega je bilo ime tradicionalno tudi med prebivalci republike Dubrovnika (Raguša). Do konca srednjega veka so ga uporabljali tudi Slovani Novgoroda, Makedonije ter Albanije, vendar pa so ti ljudje vseeno obdržali tudi lastna specifična narodna in plemenska imena.

## Vendi
Veliko starejša designacija od Slavov je po zgodovinskih avtoritetah tega področja ime Venedi (tudi Vindi, Vendi, Veneti, Vindišarji, pogosto z W). Prva prepričljiva referenca sedanjih Slovanov datira v prvo in drugo stoletje našega štetja. Med avtorji sta rimska pisca Plinij in Takitus ter Ptolemaj. Plinij je 79 n.št. rekel da je med ljudmi, ki živijo na drugi strani Visle, poleg Sarmatiancev in ostalih, tudi pleme Venedi. Takitus (G. 46) pravi podobno. Venede sicer opisuje malo podrobneje, vendar se ne more odločiti, ali bi jih pripisal med Nemce ali Sarmatijce; vseeno se mu zdijo nekako bolj nemški. Ptolemaj l. 178 n.št. v svoji Geographiki (III, 57) okliče Venede za največje ljudstvo, kar jih živi na t.i. vendski obali. Reče pa tudi, da živijo na Visli; govori tudi o vendskih gorah (III, 5,6).
V kasnejših stoletjih so Vendi le malokrat omenjeni. Migracije tistega časa so v ospredje prinesla druga ljudstva, dokler se niso zopet pojavili pod imenom Slavi. Ime Vendi pa vseeno ni bilo povsem pozabljeno. Nemški kroniki so uporabljali obe imeni brez razlikovanja, zadnje skoraj večkrat. Tudi zdaj Nemci rečejo lužiškim Srbom Wendi, medtem ko so Slovenci velikokrat oklicani za Vindišarje (Winde) in naš jezik za vindiški (Windisch).
Tisti, ki se držijo teorije, da je izvorni dom Slovanov ob Donavi, so poskušali zavračati mnenja, da se te reference nanašajo na prednike sedanjih Slovanov, vendar so njihovi argumenti neutemeljeni, oziroma ne dajejo dovolj dokazov za objektiven zaključek. Poleg teh omemb so bili omenjeni tudi drugod, vendar ne jasno. Vendi so bili tako v obliki starih plemenskih konfederacij povezani z Budinoi, ki jih je omenil Herodotus in tudi otokom Banoma, ki ga je omenil Plinij (IV, 94), nadalje z venetae, domačini sedanjih Benetk, kot tudi homerskimi Venetoi, cezarjevimi Veneti v Galiciji in Angliji... Obstaja teorija, da so bili jadranski Veneti Ilirsko pleme, sorodno današnjim Albancem, vendar za to ni dokazov.

## Prvotni dom in migracije
Obstajata dve glavni teoriji glede izvornega doma Slovanov. Ena za izvorno določa območje ob Donavi, od koder so se širili severovzhodno preko karpatov tja do reke Volge, jezera Ilmen in Kaspijskega Morja. Druga pravi, da izhajajo iz območja med Vislo in Dneprom, od koder so se širili jugozahodno čez karpate na Balkan in v Alpe, in proti zahodu čez Odro in Elbo.

#### Donavska teorija
Starodavna Kijevska kronika, zmotno pripisana menihu Nestorju, je najzgodnejša avtoriteta, ki jo citirajo teoretiki donavske domovine Slovanov. Ta prvič opiše podrobnosti slavskega širjenja od spodnje Donave naprej: Noriki in Iliri so označeni kot Slavi, Andronikos in Apostol Pavel pa sta kot misijonarja Slavom vpoklicana, ker sta delala v Iliriji in Panoniji.
Ta pogled so kasneje povzeli ostali kroničarji in zgodovinski pisci vseh slovanskih ljudstev, kot so poljski Kadlubek (1206), Boguchwal (d.1253), Dlugos, Matej Miechowa, Decius in ostali. Izmed Čehov so to teorijo podprli Kozmaz (1125), Dalimir (1324), Johann Marignola (1355-1362), Pribik Pulkava (1374) ter V. Hajek (1541). Rusi so ustvarili tudi lastne teorije na podlagi besed svojega prvega kroničarja, medtem ko grški Laonikos Harkondilos iz 15. stoletja ni bil istega mnenja.
Južni Slavi so priznavali to teorijo od samega začetka do današnjih dni z jasnim namenom, da jo bazirajo na cerkveni slavščini svoje liturgije. Že v zgodnjem obdobju v pismu Papeža Janeza X. (914-29) hrvaškemu banu Tomislavu in Sachlumianskemu vodji Mihaelu obstaja referenca tradicije, da je sveti Jeremija izumil slavsko abecedo. Ta tradicija se je ohranila skozi sledeča stoletja in je našla podpornike tudi izven teh držav in je bila nekaj časa resnica tudi na svetem sedežu.
Zgoraj omenjeno prepričanje je možno razložiti na ta način: Na začetku staroslovanske literature v Bolgarskem Kraljestvu sta bili kroniki Hamartolos in Malala prevedeni v slovanščino. Te kronike opisujejo migracije narodov iz področja Senaar po Poplavi. Po tem mnenju so Evropejci potomci Jafeta, ki je pripotoval iz Senaarja skozi Malo Azijo na Balkan; tam naj bi se razdelili v različne narode in se razšli. Slovanski bralec teh kronik bi tako lahko verjel, da je bila začetna točka migracij Slovanov zato Balkan in območje spodnje Donave. Ker zgodovinske avtoritete postavljajo na to mesto v regiji v tistem času Ilire, je bilo potrebno, da se naredi tudi to pleme slovansko. V kasnejših bitkah Slovanov za ohranjanje njihovih jezikov v liturgiji je bila ta možnost zelo privlačna, saj bi se lahko potem sklicevali na slovansko terjatev avtoritete Svetega Jurija ali celo Svetega Pavla. (Mnenja, ki so sicer trenutno popularna, vendar ne odražajo dejstev, so velikokrat povzeta v zgodovinskih zapisih. Med slovanskimi zgodovinskimi filologi, ki podpirajo to teorijo so: Kopitar, August Schlötzer, Safarik, N. Arcybasef, Fr. Racki, Bielowski, M. Drinov, L. Stur, Ivan P. Filevič, Dm. Samaokvasov, M. Leopardov, N. Zakoski, J. Pic. Tu imamo zanimiv dokaz, da je tradicija lahko dobro bazirana in se lahko razpenja skozi veliko stoletij in je lahko najdena v večini domačih zgodovinskih avtoritet, čeprav ne temelji na dejstvih.)

#### Viselsko/Dneprska teorija
Danes večina akademikov meni, da je moral biti prvotni dom Slavov jugozahodne Evrope med Vislo in Dneprom. Razlogi za to prepričanje so najstarejši izpričani viri o Slavih, torej Plinij, Takitus in Ptolemaj; tesno razmerje med Slavi in letijskimi plemeni, kar kaže na dejstvo, da so včasih Slavi živeli blizu Letijcev in Litvancev; razni dokazi, ki kažejo, da so bili Slavi izvirno sosedje finskih in turanijanskih plemen.
Dokazov o tem, da bi Slovani bili zasedali območje Balkana in reke Donave pred prvim stoletjem, ni. Na drugi strani arheološke najdbe ob Donavi kažejo le peščico slovanskih ostankov. Poleg tega je bila smer splošnega marša v migracijah narodov vedno od severovzhoda proti jugozahodu in nikdar v obratni smeri. Tisti, ki širijo teorijo o slovanskem prihodu iz porečja Donave, so skušali ojačati svoje poglede z imeni različnih naselbin, ki so se našle v teh krajih, in ki bi kazale na slavske korenine. Etimologija teh imen pa seveda ni povsem jasna - obstajajo tudi druga imena, ki se pojavijo izključno v poznih avtoritetah prvega stoletja po Kristusu.
Zato lahko skoraj zagotovo rečemo, da je bil izvorni dom Slavov v območju Dnepra in dalje proti severozahodu, proti Visli. Od teh območij so se lahko razširili proti zahodu in jugozahodu.
Mnenju zagovornikom avtohtone teorije pa lahko pripišemo vsaj to, da je preseljevanje potekalo počasi in je verjetno potekalo v valovih, ko je eno pleme pritiskalo na drugo, in so se razširili skozi široko področje od severnega morja do atlantika in egejskega morja.
Tu in tam so se sicer pojavili določeni konflikti zaradi vdorov aziatov, kot so Skitijci, Sarmatijci, Avari, Bulgari ter Madžari, kakor tudi nemška migracija od severozahoda do jugovzhoda. Vzeto kot celota pa ti vdori na naravno širjenje niso dosti vplivali, saj so se prijateljska plemena zagotovo naselila ena zraven drugih.
To nakazuje, da so mogli že vsaj v prvem stoletju naše dobe Slovani prečkati meje izvirnega doma in se naseliti v tujih deželah, med tujimi ljudstvi. Občasno naj bi bili potisnjeni nazaj, vendar so vedno pritiskali naprej.
Centralna Evropa je tako morala biti gosto poseljena s Slovani, vsaj za časa Hunskega vladarja Atile, ali pa migracije germanskih plemen. Ta so postala znana zaradi svojih velikih bitk in nasilja sploh, zaradi česar so prišla v zgodovino. Slavi pa so vendarle sestavljali podstrat celotne Centralne Evrope. Vse migracije ostalih plemen so prečkale slovansko področje in ko so se časi umirili, so se slednji zopet pojavili na površju. Le tako lahko razložimo pojav večjega števila Slovanov v teh državah po koncu migracij, brez da bi obstajal nek zgodovinski zapis o tem, kdaj in kako so nenadno "prišli" brez da bi "zapustili" svojo domovino.
Druge teorije
Obstajajo tudi druge teorije. Nekateri znanstveniki (npr. Kazimierz Godlowki, Zdenek Vana) verjamejo, da sta obe teoriji absurdni in da so se Slavi pojavili kot posebno pleme nekje za časa Kristusa. Ena teorija trdi, da sta obstajala dva vala Slavov, Praslavi (Venedi) in Slavi, ki so se pomešali in naredili današnje Slave. Ta teorija vsaj poskuša rešiti vprašanja, ki se pojavljajo iz arheoloških najdb. Prva omemba Slavov jih umesti na področje reke Pripjat (Poleška).
Nedavno pa se je pojavila tudi teorija, ki trdi, da so Slavi avtohtoni že od časa pred ledeno dobo. Po tej teoriji so Germani in Romani nastali zaradi jezikovnih zamenjav po osvajanjih. Ta teorija je zasnovana na genetiki in teoriji razvoja ljudi v več centrih (za razliko od ideje "vsi iz Afrike"), in teoretizira, da je slavska pradomovina vključevala področja, ki jih je Takitus omenjal pod pojmom Nemčija. Takitus piše tudi, da je pojem "Nemčija" v smislu domovine Nemcev nastal relativno pozno (v 1. stoletju).
Dodatno zmešnjavo vnaša trditev, da so nekateri slavski narodi nastali zaradi asimilacije neslavskih narodov. Tako se lahko koreni današnjih Bulgarov najdejo v Srednji Aziji.
Obstajajo tudi trditve, da so Hrvati iranskega porekla ter Poljaki vandalskega porekla.

## Delitev Slovanov
| zahodni lehitska podskupina Kašubi Poljaki češko-slovaška podskupina Čehi Slovaki lužiška podskupina dolnji in gornji Lužiški Srbi | južni severno-zahodna podskupina Bošnjaki Črnogorci Hrvati Slovenci Srbi jugo-vzhodna podskupina Bolgari Makedonci | vzhodni Belorusi Rusi Ukrajinci Rusini |